# Заједно сами
Заједно сами је позоришна представа коју је режирао Даријан Михајловић према комаду Марка Шелића. Музику је радио Марчело а његов истоимени роман драматизовала је Бранислава Илић.
Премијерно приказивање било је 12. децембра 2010. године у позоришту ДАДОВ. Целокупан приход од продатих карата био је намењен обнови Краљевачког позоришта које је тешко оштећено у земљотресу новембра 2010.
Представа истражује различите слојеве друштва и ширу друштвену слику Србије.
Текст комада објављен је у књизи ЕДИЦИЈА ДУХ ДАДОВА 03.

## Радња
Главни лик у комаду је Радоје Бакрач (у представи га игра Стефан Бузуровић), младић који се буди у аутобусу након што гине у саобраћајној несрећи, а око себе затиче људе који би могли да послуже као пресек српског друштва - ту су и један свештеник (Феђа Стојановић), један млади политичар (Срђан Карановић), радник и жртва транзиције (Марко Живић), једна опасна градска девојка (Славица Бајчета), Ромкиња шћућурена на крају возила (Јелена Велковски).
У аутобусу се нашао и један Анђео у виду продавца грицкалица чије деловање покушава да спутава Ђаво.

## Улоге
| Лица               | Глумци             |
| ------------------ | ------------------ |
| Раша               | Стефан Бузуровић   |
| Јован              | Марко Живић        |
| Поп Тома           | Феђа Стојановић    |
| Јелена             | Славица Бајчета    |
| Власта посластичар | Срђан Ј. Карановић |
| Лео                | Маринко Маџгаљ     |
| Лај дечак          | Владимир Сјеклоћа  |
| Ђаво               | Марко Шелић        |